# France Renoncé
France Renoncé, née en 1951, est une dessinatrice française de bande dessinée.

## Biographie
Née en 1951, France Renoncé entre à seize ans à l'École supérieure des arts appliqués, à Paris, en 1967. Elle est en 1971 l'élève de Georges Pichard, puis à la faculté de Vincennes elle est l'élève de Mézières et de Moliterni.
Elle est enseignante à l'université de Paris VIII à partir de 1973, et illustre des récits pour la revue Circus.
Sur des scénarios de Numa Sadoul, France Renoncé commence en 1976 et publie à partir de 1982 L'Anneau du Nibelung, adaptation en bande dessinée de la tétralogie de Wagner : elle publie successivement l'Or du Rhin, la Walkyrie, Siegfried, et le Crépuscule des dieux, de 1982 à 1984, chez Dargaud. Selon Henri Filippini, France Renoncé y « réalise une véritable performance, variant les mises en scène, jouant avec la couleur, explosant véritablement d'une page à l'autre ».
Elle illustre ensuite la Rivière noire, en 1986 chez l'éditeur Dominique Leroy. Elle semble ensuite ne plus publier de bande dessinée.

## Albums
- L'Anneau du Nibelung, d'après Richard Wagner, scénario de Numa Sadoul, dessins de France Renoncé, Dargaud, collection « Histoires Fantastiques » :
  - L'Or du Rhin, 1982, 76 planches  (ISBN 2-205-01925-2) ;
  - La Walkyrie, 1982  (ISBN 2-205-02245-8) – Médaille d'or de la Ville de Nice au Festival du livre 1982, Grand prix de la Ville de Paris 1982 ;
  - Siegfried, 1983  (ISBN 2-205-02455-8) ;
  - Le Crépuscule des dieux, 1984  (ISBN 2-205-02536-8).

- La Rivière noire, dessins de France Renoncé, Éditions Dominique Leroy, 1986, 36 planches  (ISBN 2-86688-161-3) – adaptation du Gita-Govinda de Jayadeva.